# Verbascum subcymosum
Verbascum subcymosum är en flenörtsväxtart som beskrevs av Hub.-mor.. Verbascum subcymosum ingår i släktet kungsljus, och familjen flenörtsväxter. Inga underarter finns listade i Catalogue of Life.